# Jeunesses communistes du Chili
Les Jeunesses Communistes du Chili (en espagnol Juventudes Comunistas de Chile, abrégé JJCC) constituent l’organisation de jeunesse du Parti communiste du Chili.
Surnommés « La Jota », les JJCC sont membres au niveau international de la Fédération Mondiale de la Jeunesse Démocratique.

## Principes
Liées au Parti communiste du Chili, les JJCC rassemblent des jeunes de 14 à 28 ans. Elles entendent notamment lutter pour la souveraineté populaire au Chili, pour le développement économique, social et culturel, pour la démocratie et ce qu’elles estiment être sa forme la plus complète : le socialisme et le communisme.
Idéologiquement, « la Jota » s’appuie sur la conception matérialiste de l’histoire  et sur le socialisme scientifique. Elle se réfère à Karl Marx, Friedrich Engels, Lénine et Luis Emilio Recabarren.

## Histoire
La première organisation de jeunesse communiste du Chili est créée en 1924 sous le nom de Federación Juvenil Comunista (FJC). Cette nouvelle organisation diffuse sa propre revue : La Llamarada.

Il faudra cependant attendre une réunion du 5 septembre 1932 pour voir les jeunes communistes chiliens se doter d’une réelle organisation structurée au niveau national. Cette évolution s’accompagne d’un changement de nom, la FJC laissant la place aux Jeunesses Communistes du Chili (JJCC).
À partir de 1933, les JJCC seront très actifs dans la lutte contre les mouvements fascistes au Chili. De même, suivant la stratégie de Front populaire qui réunit plusieurs partis de gauche dont le parti communiste, les JJCC s’unissent aux différents mouvements de jeunesse de gauche pour l’Alliance de Libération de la Jeunesse (Alianza Libertadora de la Juventud, ALJ).

En 1938, l’élection du président radical Pedro Aguirre Cerda marque la victoire du Front populaire chilien.
La victoire électorale de la gauche n’empêche pas le parti communiste, et donc les JJCC, de continuer à appuyer les manifestations syndicales et étudiantes. 

Le 28 janvier 1946, une manifestation d’ouvriers du nitrate à la Plaza Bulnes est violemment réprimé par la police qui tire dans les foules et abat six personnes. Parmi les victimes du massacre de la Plaza Bulnes figure Ramona Parra, un militant des JJCC. Ramona Parra deviendra une icône de la répression et le poète Pablo Neruda lui rendra hommage dans son poème Los llamo.

Le parti communiste quittera par ailleurs le gouvernement après les événements de la Plaza Bulnes.
En 1948 les JCC rentrent dans la clandestinité lorsque la loi no 8987 de défense permanente de la démocratie dite  « loi maudite » interdit le Parti communiste du Chili. Cette période de clandestinité durera jusqu’en 1958, date à laquelle le parti communiste est de nouveau autorisé.

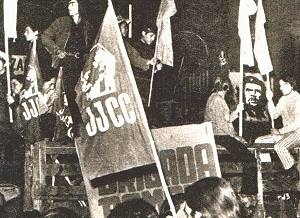
Manifestation de soutien à l'Unité Populaire

Avec le retour à la légalité, les JJCC entreprennent un travail au niveau organisationnel et culturel pour devenir une organisation de masse. Ils renforcent leur présence dans les syndicats, notamment la CUT (Central Única de Trabajadores de Chile), ainsi que dans les organisations étudiantes et lycéennes. Ce travail porte ses fruits puisqu’en 1969 le communiste Alejandro Rojas est élu à la tête de la FECH (Federación de Estudiantes de la Universidad de Chile), la principale fédération étudiante du pays.

L’action en matière culturelle se concrétise notamment par la création du label musical DICAP (pour Discoteca del Cantar Popular) qui connaîtra un grand succès (créé en 1967, DICAP éditera une soixantaine d’albums et représentera en 1973 près de 30 % du marché du disque au Chili) et par la mise en place du groupe muraliste Brigada Ramona Parra.

Les JJCC se mettent aussi à soutenir activement la coalition de l’Unité Populaire qui aboutit à l’accession au pouvoir de Salvador Allende en 1970.

La période allant de 1970 à 1973 est une période de forte croissance pour le parti communiste et les JJCC. Lors de leur septième Congrès national en 1972, les JJCC revendiquent 100 000 membres.
Le coup d’État de 1973 et l’instauration de la dictature de Pinochet mettent un terme à cette expansion. Les jeunes communistes s’engagent activement dans la résistance anti-Pinochet. Dans les années 1980 beaucoup rejoindront l’organisation armée du Front Patriotique Manuel Rodriguez (FPMR).
En 1988, la victoire du « non » au referendum organisé par Pinochet permet de mettre un terme à la dictature. Les jeunesses communistes peuvent ainsi revenir dans la légalité mais traversent cependant rapidement une grave crise consécutive à l’effondrement du bloc socialiste.

L’organisation poursuit cependant son action dans les milieux lycéens et étudiants comme chez les jeunes travailleurs. Les jeunes communistes jouent ainsi un rôle moteur dans la mobilisation étudiante de 2006 ainsi que dans celle de 2011 dont la porte parole emblématique est Camila Vallejo, militante aux JJCC.